# 王家店站
王家店站是一个京广线上的铁路车站，位于湖北省孝感市王店镇，建于1902年，2007年3月26日，车站随京广铁路信阳至陈家河段改造工程完工而废止:26,57。